# 長井圓
長井 圓（ながい まどか、1947年1月 - ）は、日本の法学者（刑法・刑事訴訟法）。元中央大学法科大学院教授。研究テーマは、刑事法の基礎理論のほか、「交通刑法」・「消費者刑法」・「環境刑法」・「生命刑法」など。2017年10月に、その功績を称え、古稀を祝賀する『刑事法学の未来 長井圓先生古稀記念』（高橋則夫ほか編、信山社、2017年）が出版された。

## 学歴
- 1969年3月 - 中央大学法学部法律学科卒業
- 1975年3月 - 上智大学大学院法学研究科刑事法専攻博士課程単位取得

## 職歴
- 1976年4月 - 1978年3月 神奈川大学法学部専任講師
- 1978年4月 - 1991年3月 神奈川大学法学部助教授
- 1991年4月 - 2003年3月 神奈川大学法学部教授
- 2003年4月 - 2004年3月 横浜国立大学大学院国際社会科学研究科教授
- 2004年4月 - 2007年3月 横浜国立大学大学院国際社会科学研究科法曹実務専攻教授
- 2007年4月 - 2017年3月 中央大学大学院法務研究科教授

## 学外における役職
- 1988年12月 - 1989年3月 東京都生活文化局消費者委託・商品先物取引研究会委員
- 1993年9月 - 1994年3月 横浜市消費生活行政検討委員会副委員長
- 1994年9月 - 1995年3月 横浜市消費生活条例検討委員会委員
- 1996年11月 - 2008年11月 横浜市消費生活審議会委員・消費者被害救済部会長
- 1997年4月 - 2008年5月 横浜市消費生活審議会副会長、同会長
- 1998年4月 - 2000年5月 通商産業省割賦販売審議会クレジット産業部会公正取引ルール検討委員会会長
- 2001年1月 - 2005年12月 司法試験二次試験考査委員
- 2005年4月 - 2007年3月 横浜弁護士会資格審査会委員
- 2006年6月 - 2012年5月 横浜市消費者協会評議員
- 2009年9月 - 全地球時代の犯罪と刑法の国際フォーラム 日本代表理事

## 著書・編著
- 『消費者取引と刑事規制』（信山社、1991年）
- 『刑事訴訟法』（共著、青林書院、1993年）
- 『交通刑法と過失正犯論』（法学書院、1995年）
- 『カード犯罪対策法の最先端』（日本クレジット産業協会クレジット研究所、2000年）
- 『何秉松主編 中国刑法教科書（総論・６版）』（翻訳、八千代出版、2002年）
- 『何秉松主編 中国刑法教科書（各論・６版）』（翻訳、八千代出版、2003年）
- 『臓器移植法改正の論点』』（共編、信山社、2004年）
- 『LSノート刑事訴訟法』（不磨書房、2008年）

## 所属学会
- 1971年5月 - 日本刑法学会